# Osservatorio di Troodos
L'Osservatorio di Troodos è un osservatorio astronomico di Cipro. Si trova sui monti Troodos, nel distretto di Limassol, vicino al villaggio di Agridia. Costruito con finanziamenti dell'Unione Europea e di istituzioni pubbliche cipriote, è stato inaugurato nel 2024.

## Costruzione e dotazione strumentale
La realizzazione dell'osservatorio è stata decisa nell'ambito del progetto Geostars, che è stato avviato nel 2018 dall'Unione Europea con l'obiettivo di riqualificare le aree rurali di Cipro e della Grecia. La costruzione è stata finanziata per l’85% dall'UE, mentre la quota restante è stata fornita da alcune istituzioni cipriote, fra cui l'Università di Cipro, il Dipartimento forestale del Ministero dell'Agricoltura, dello Sviluppo rurale e dell'Ambiente di Cipro, l'amministrazione del Distretto di Limassol e il Consiglio di comunità di Agridia. Il costo del progetto è ammontato a circa 1,8 milioni di euro. 
È stato scelto un sito a circa 1.100 metri sul livello del mare, lontano da fonti di inquinamento luminoso. 
L'osservatorio è formato da due edifici: una cupola di 5,6 metri di diametro, che ospita un telescopio riflettore con un'apertura di mezzo metro per le osservazioni notturne e un secondo edificio con il tetto scorrevole, che ospita un telescopio solare per le osservazioni diurne. Davanti all'osservatorio è stata realizzata una piattaforma denominata Astromarina, a disposizione degli astronomi amatoriali in visita all'osservatorio: in questa zona sarà possibile collocare i propri telescopi portatili, collegandoli alla rete elettrica. La vista d'insieme della cupola e della piattaforma antistante (entrambi rivestiti di materiale riflettente) evoca una rassomiglianza con un'astronave dei film di fantascienza.

## Scopi
L'osservatorio ha come scopi principali la divulgazione scientifica e l'aumento del turismo nella zona, attirando anche dall'estero un pubblico di appassionati di astronomia. Le moderne attrezzature tecniche di cui l'osservatorio è dotato potranno essere utilizzate anche per attività di ricerca scientifica.